# Tommaso Pobega
Tommaso Pobega (ur. 15 lipca 1999 w Trieste) – włoski piłkarz występujący na pozycji pomocnika w klubie A.C. Milan. Od sierpnia 2024 roku na wypożyczeniu w Bologna FC 1909.

## Kariera klubowa
Wystąpił w towarzyskich meczach głównego składu Milanu jesienią 2016 roku.
W dniu 23 sierpnia 2018, Pobega dołączył do klubu Serie C Ternana na wypożyczeniu na sezon 2018–19. 7 października zadebiutował w Serie C dla Ternany jako rezerwowy, zastępując Giuseppe Vives w 73. minucie spotkania 1:1 u siebie z Renate. 7 listopada rozegrał swój pierwszy cały mecz dla Ternany, wygrywając 1:0 na wyjeździe z Fano. 27 grudnia strzelił swojego pierwszego profesjonalnego gola w 69. minucie wygranego u siebie 2:1 z Teramo. W dniu 9 lutego 2019, Pobega dwukrotnie strzelił gola w remisie 2:2 u siebie z Virtus Verona. Pobega zakończył sezonowe wypożyczenie do Ternany z 32 występami, 3 bramkami i 3 asystami.
15 lipca 2019 Pobega dołączył do klubu Serie B Pordenone na wypożyczeniu do 30 czerwca 2020 roku. 11 sierpnia zadebiutował i strzelił pierwszego gola dla klubu w 44. minucie przegranej 2:1 u siebie z FeralpiSalò w drugiej. rundy Coppa Italia, rozegrał cały mecz. 26 sierpnia zadebiutował w Serie B w barwach Pordenone i dwukrotnie strzelił gola w wygranym 3:0 meczu u siebie z Frosinone. Pięć dni później rozegrał swój pierwszy cały mecz w Serie B, przegranym 4:2 na wyjeździe z Pescarą. 5 października Pobega strzelił trzeciego gola w Serie B w 40. minucie wygranej 2:0 u siebie z Empoli.
W dniu 24 sierpnia 2020 roku Pobega podpisał nowy kontrakt z Mediolanem do 30 czerwca 2025 roku.
23 września 2020 roku został wypożyczony do klubu Serie A Spezia do 30 czerwca 2021 roku. Od 24 sierpnia 2024 roku na wypożyczeniu w FC Bologna.

## Statystyki kariery
Stan na 24 maja 2025.
| Zespół             | Sezon              | Liga | Liga | Puchar | Puchar | Europa | Europa | Pozostałe | Pozostałe | Łącznie | Łącznie |
| Zespół             | Sezon              | M    | G    | M      | G      | M      | G      | M         | G         | M       | G       |
| ------------------ | ------------------ | ---- | ---- | ------ | ------ | ------ | ------ | --------- | --------- | ------- | ------- |
| A.C. Milan         | 2018               | 0    | 0    | 0      | 0      | –      | –      | 0         | 0         | 0       | 0       |
| Ternana (wyp.)     | 2018/19            | 32   | 3    | 0      | 0      | –      | –      | 0         | 0         | 32      | 3       |
| Pordenone (wyp.)   | 2019/20            | 33   | 5    | 1      | 1      | –      | –      | 0         | 0         | 34      | 6       |
| Spezia (wyp.)      | 2020/21            | 20   | 6    | 0      | 0      | –      | –      | 0         | 0         | 20      | 6       |
| Torino FC (wyp.)   | 2021/22            | 33   | 4    | 0      | 0      | -      | -      | 0         | 0         | 33      | 4       |
| AC Milan           | 2022/23            | 19   | 2    | 1      | 0      | 8      | 1      | 0         | 0         | 28      | 3       |
| AC Milan           | 2023/24            | 11   | 0    | 0      | 0      | 4      | 0      | 0         | 0         | 15      | 0       |
| Bologna FC (wyp.)  | 2024/25            | 21   | 2    | 4      | 1      | 5      | 1      | 0         | 0         | 30      | 4       |
| Łącznie w karierze | Łącznie w karierze | 169  | 22   | 6      | 2      | 17     | 2      | 0         | 0         | 192     | 26      |